# Граово
Граово е историко-географска и етнографска област в Западна България, област Перник. Старо наименование на областта е Грахово, но то спира да се употребява и само Граово остава в употреба. Предполага се, че името на областта произлиза от тракийското племе агриани, някога населявало тези земи. Друга теза е, че името се свързва с латинската дума „аграрио", (обработвам земя), или от гръцкото „граоро" (гъсти гори), но вероятно най-популярното обяснение е, че по тези места се е сеело много грах, поради което е наречено Грахово, а в последствие и Граово.
Областта обхваща Брезнишката и Пернишката котловина, които са заключени между Завалско-Планската планинска редица (планините Завалска, Вискяр, Люлин и Витоша) на североизток и изток и Руйско-Верилската планинска група (планините Стража, Черна гора и Голо бърдо) на югозапад и юг. Граово се разделя от съседната област Мраката, заемаща Радомирското поле от планината Голо бърдо.
Релефът е нископланински и хълмист, разчленен от десните притоци на река Струма, в т.ч. Конска. Климатът е континентален с валежи под средните за страната. Почвите са предимно чернозем-смолници, кафяви горски и ливадни. В югоизточната ѝ част, в района на град Перник има находища на въглища (Пернишки въглищен басейн). В района на град Брезник има минерални извори. Климатичните и почвените условия предполагат сравнително слабо развитие на земеделие и животновъдство.
Етнографски районът е типично български и характерното за него е отсъствието на джамии по време на османското владичество. 

## Топографска карта
- Лист от карта K-34-46. Мащаб: 1 : 100 000.
- Лист от карта K-34-47. Мащаб: 1 : 100 000.
- Лист от карта K-34-58. Мащаб: 1 : 100 000.
- Лист от карта K-34-59. Мащаб: 1 : 100 000.